# Hybanthus thiemei
Hybanthus thiemei là một loài thực vật có hoa trong họ Hoa tím. Loài này được (Donn. Sm.) C.V. Morton mô tả khoa học đầu tiên năm 1944.